# Џајлс Питерсон
Џајлс Питерсон (енгл. Gilles Peterson; Кан, 28. септембар 1964) је британски ди-џеј и власник музичке издавачке куће из Лондона, Велика Британија. Путем његових музичких етикета Acid Jazz и Talkin' Loud његова каријера је постала повезана са каријерама безбројних познатих уметника из деведесетих година прошлог века. Џајлс је такође веома познат као радијски ди-џеј: почео је са радом на илегалној радио-станици Radio Invicta, након које је имао радио емисију на радио-станици плесне музике лондонској Kiss FM, да би 1998. био ангажован од стране БиБиСи-јевог Радија 1 оријентисаног ка младима. Питерсон је познат по свом еклектичном музичком избору у који уклапа како будуће хитове (које често међу првима открива) тако и старе хитове и стандарде из бројних музичких жанрова. Иако код њега не важи да „све пролази“ као код покојног Џона Пила (ди-џеј који је свој радни век провео на Би-Би-Сију), пушта све почев од даба и регеа до џеза, њу џеза, соула, нео соула, ритма и блуза до драм енд бејса, хоп-хопа и џез-фанка.